# Androgeos
Androgeos var i den grekiska mytologin son till kung Minos på Kreta.
Androgeos dog en våldsam död i Attika vilket föranledde Minos att utkräva sju unga män och sju unga kvinnor i tribut av invånarna i Aten vart tredje år.